# Убийство Михаила Александровича
Убийство Михаила Александровича — тайное похищение и убийство великого князя Михаила Александровича и его секретаря Н. Н. Джонсона (Н. Н. Жонсона), совершённое в ночь с 12 на 13 июня 1918 года по заранее разработанному плану группой сотрудников ЧК и милиции города Перми, где Михаил Александрович отбывал ссылку. Наиболее вероятное место убийства находилось за городом, примерно в 10 км от места похищения из гостиницы «Королёвские номера».
Вопрос, кем и как было организовано убийство, остаётся открытым — версии:
- личная инициатива группы пермских большевиков;
- спланированная операция Пермской губЧК (на тот момент — Пермский окружной Чрезвычайный комитет➤);
- инициатива убийства всех представителей Российского Императорского дома в 1918 году исходила от большевистских руководителей в Москве, а расстрел великого князя в Перми был лишь первым звеном в тщательно подготовленной акции.

До настоящего времени не выявлено документов, убедительно доказывающих участие кого-то из высшего партийного или советского руководства в организации убийства Михаила Александровича, но практически точно установлен список причастных к его гибели пермских большевиков.

## Предыстория

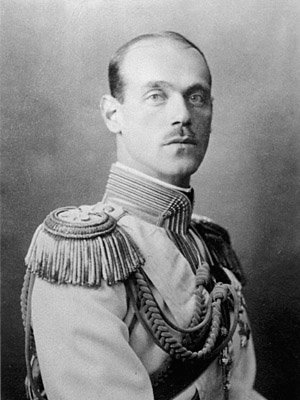
Великий князь Михаил Александрович

С весны 1917 года великий князь Михаил Александрович был сослан в Гатчину. В августе 1917 года он и его жена графиня Брасова были арестованы. После захвата власти большевиками было решено оставить Михаила Александровича в полностью контролируемой ими Гатчине.
7 марта 1918 года великий князь и лица его окружения (и другие высокопоставленные лица в Гатчине) были арестованы Гатчинским советом в связи с тревожной обстановкой и возможным наступлением немцев на Петроград. Арестованных доставили в Петроградскую ЧК. 9 марта на заседании Малого Совнаркома было рассмотрено предложение М. С. Урицкого о высылке Михаила Александровича и других арестованных в Пермскую губернию. В результате было вынесено решение, подписанное В. И. Лениным:
…бывшего великого князя Михаила Александровича, его секретаря Николая Николаевича Джонсона… выслать в Пермскую губернию вплоть до особого распоряжения. Место жительства в пределах Пермской губернии определяется Советом рабочих, солдатских и крестьянских депутатов, причём Джонсон должен быть поселён не в одном городе с бывшим великим князем Михаилом Романовым.
Вместе с Михаилом Александровичем и упомянутым Джонсоном (Николай Николаевич Жонсон) высылке подверглись бывший начальник Гатчинского железнодорожного управления полковник П. Л. Знамеровский и делопроизводитель Гатчинского дворца A. M. Власов. Советские власти объявили, что члены семьи великого князя могут последовать за ним в ссылку в любое время. Вместе с Михаилом Александровичем добровольно отправились в ссылку его камердинер В. Ф. Челышев и шофёр П. Я. Борунов (Михаил Александрович взял с собой деньги и обширный багаж, включая аптеку с необходимыми ему лекарствами, библиотеку и автомобиль Роллс-Ройс). Своей жене, желавшей разделить участь мужа, великий князь отказал и уговорил остаться в Гатчине. 10 марта 1918 года Комитет революционной обороны Петрограда приказал комиссару Николаевского вокзала выделить для арестованных и семи бойцов конвоя спальный вагон и отдать распоряжение по всем железнодорожным станциям линии о прицепке этого вагона к поездам, следовавшим на Пермь.

### В ссылке
На пути в Пермь Жонсон, узнав, что ему предписано проживать с Михаилом Александровичем раздельно, 15 марта 1918 года со станции Шарья отправил телеграмму В. И. Ленину с просьбой к Совету народных комиссаров не разлучать его с великим князем. Прибытие ссыльных в Пермь отмечено распиской Пермского исполнительного комитета Совета рабочих и солдатских депутатов от 17 марта в том, что он принял у петроградских конвоиров «гражданина Михаила Александровича (бывший великий князь)» и других ссыльных. В тот же день Совет арестовал прибывших ссыльных, поместив их всех в городскую тюрьму на общий режим, а «бывшего великого князя» — в одиночную камеру тюремной больницы.

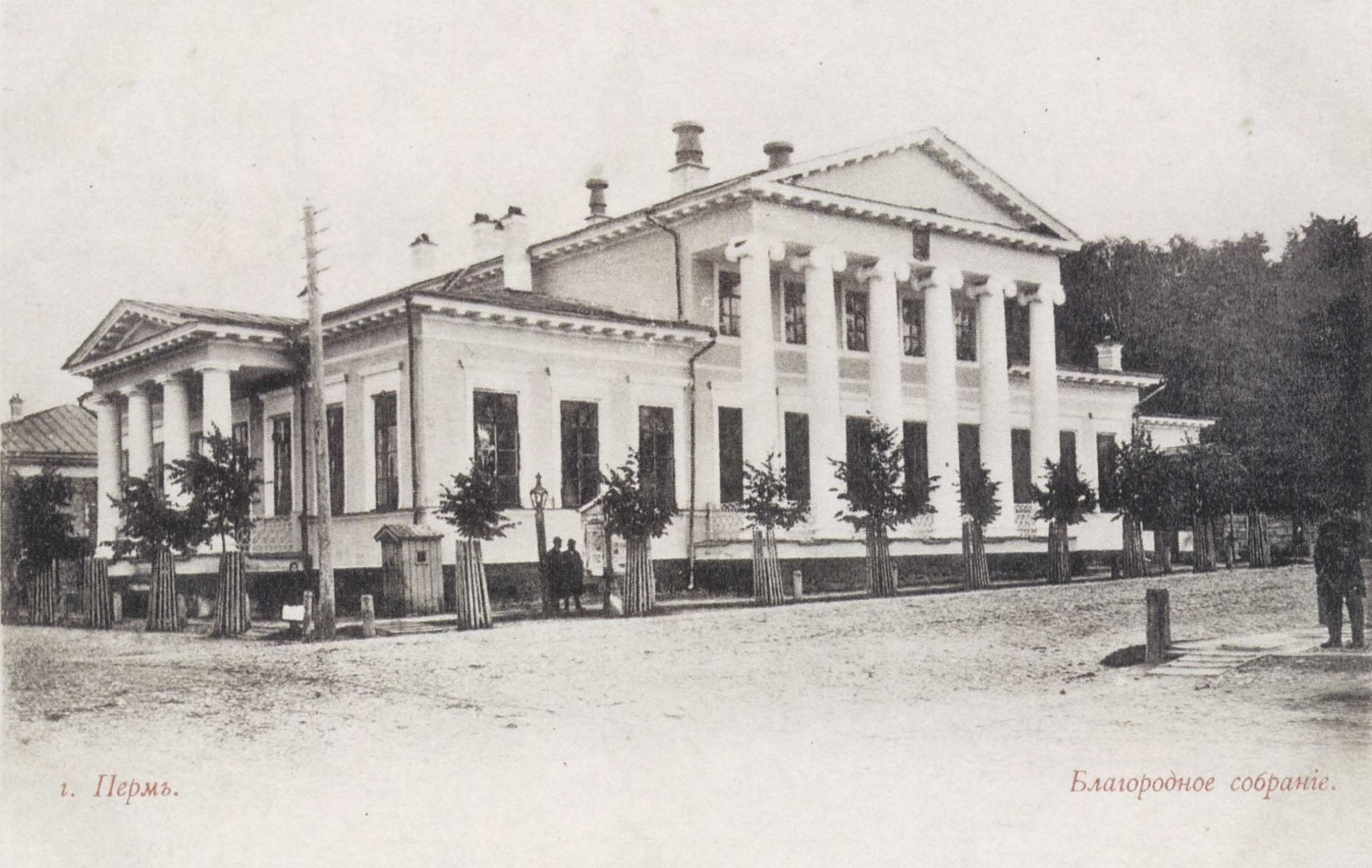
Здание Благородного собрания в конце XIX — начале XX века

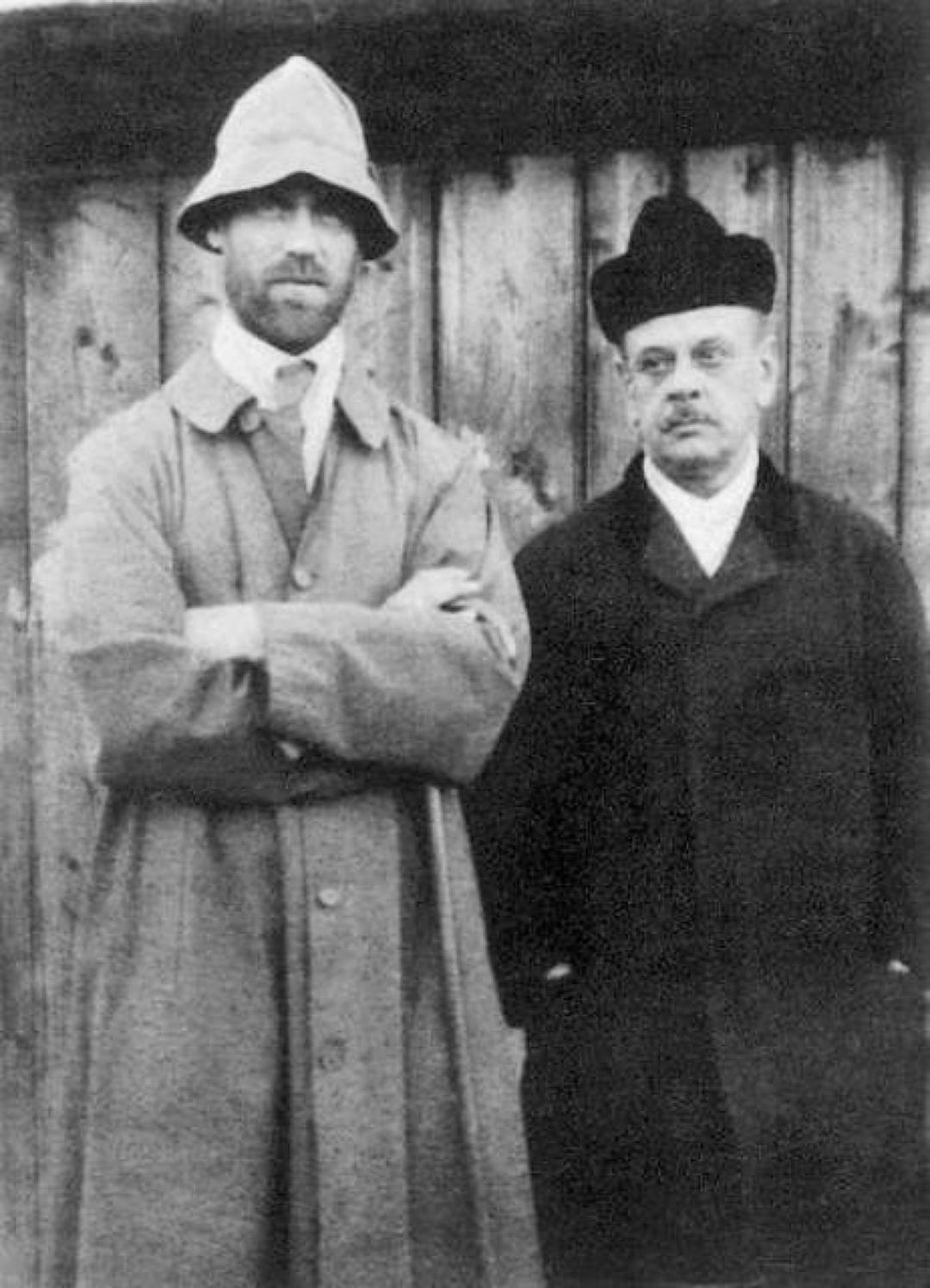
Михаил Александрович (слева) и П. Л. Знамеровский. Текст на обороте найденной в архиве фотокарточки: «9 апреля — 1918 — Пермь. Мы снялись во время прогулки по городу, на сенном рынке, где толкучка. Фотография была проявлена за 19 минут. Подпись. Я не брился со дня отъезда из Гатчины (22 февр. 7 марта)». Подобное фото было отослано Наталье Брасовой в Петроград, на обороте рукой Михаила Александровича написано «Пермский пленник» и дан обет, что не будет бриться до дня освобождения

20 марта великий князь послал телеграммы в адрес Урицкого и Бонч-Бруевича с протестами на такие действия местного совета, а такой же просьбой, ввиду собственной «болезни и одиночества» не разлучать его с личным секретарём. 25 марта были получены две телеграммы в адрес Пермского совета: от СНК за подписью Бонч-Бруевича и от Петроградской ЧК за подписью Урицкого с подтверждением разрешения Михаилу Романову с его секретарём «жить на свободе под надзором местной Советской власти». Им разрешили поселиться в гостинице «Эрмитаж», а затем в гостинице «Королёвские номера». Сначала их свобода не была ограничена, но в конце апреля, с появлением в пермской милиции нового начальника — В. А. Иванченко, режим был ужесточён.
Пермская жизнь Михаила Александровича сильно привлекала внимание жителей города, многие из которых желали «хоть глазком взглянуть на будущего помазанника Божьего», воспринимая его как брата российского императора и возможного наследника престола. В начале мая, ввиду ухудшения положения советской власти на Урале, пермский губисполком связался с Москвой и, указывая на «сложившееся положение», снял с себя ответственность за «целость» Михаила Романова, после чего надзор был поручен местному органу ЧК. В предписании от 20 мая 1918 года о гласном надзоре говорилось:

Гражданину Романову М. А. (Королёвские номера). Предлагаем Вам ежедневно в 11 часов утра являться в Чрезвычайный комитет по адресу: Петропавловская — Оханская, д. № 33 — Пермякова.
Председатель комитета Ф. Лукоянов. Заведующий отделом борьбы с контрреволюцией А. Трофимов.
В дневнике Михаила Александровича есть запись от 21 мая: «В 11 час. Дж[онсон], Василий [Челышев] и я отправились в Пермскую окружную Чрезвычайную Комиссию по борьбе с контрреволюцией, спекуляцией и саботажем. Я получил бумагу, в которой мне предлагается являться туда ежедневно в 11 ч. (Люди добрые, скажите, что это такое.) После этой явки я отправился домой…»

### Чрезвычайный комитет
Пермский окружной Чрезвычайный комитет по борьбе с контрреволюцией, спекуляцией и саботажем был создан 15 марта 1918 года Пермским губернским Советом рабочих, крестьянских и красноармейских депутатов. Первоначально в составе комитета было три человека от разных организаций, в том числе Ф. Н. Лукоянов от губернского Совета — председатель комитета — и П. И. Малков от штаба Красной армии — его заместитель. До апреля в комитете был только один отдел, который занимался арестами контрреволюционеров, к началу лета отделов стало больше.
Сообщение о переименовании Чрезвычайного комитета в Чрезвычайную комиссию появилось в «Известиях Пермского губисполкома» 25 августа 1918 года, полное наименование органа стало: Пермская губернская Чрезвычайная комиссия по борьбе с контрреволюцией, спекуляцией и преступлениями по должности, сокращённые названия — Пермская губЧК, Пермская ЧК.
До октября 1918 года здание ЧК находилось на углу улиц Петропавловской и Оханской (ныне — улица Газеты «Звезда»), в пяти минутах ходьбы от гостиницы «Королёвские номера». Это здание не сохранилось. По воспоминаниям, оно было небольшим — в нём имелось всего четыре кабинета, в подвале было тюремное помещение для временного содержания арестованных.

### Политическая обстановка
К исходу весны 1918 года обстановка в Перми всё более накалялась. Большевики по-прежнему были вынуждены вести борьбу за власть в советах: даже в Мотовилихинском совете — в заводском посёлке с исключительно пролетарским составом населения — большевики имели лишь 50 % мандатов. Население было недовольно гонениями на церковь (советская власть проводила «учёт церковных ценностей»). Для получения финансовых средств Пермский губернский совдеп 1 апреля обложил имущие слои населения налогом «до максимума», угрожая применять «самые репрессивные меры» против неплательщиков. Все домостроения были объявлены «народным достоянием». Введённый 2 апреля учёт запасов продовольствия и объявление об изъятии его излишков вызвали недовольство состоятельной части населения. В некоторых сёлах создавались отряды самообороны от представителей советской власти. Недовольны были также рабочие национализированных предприятий, деятельность которых нарушилась проводимой большевиками политикой военного коммунизма.
11 мая Пермский окружной Чрезвычайный комитет задержал некую Веру Павловну Кулеш. При обыске у неё обнаружили письмо, из которого можно было сделать вывод, что готовится побег Михаила Романова. Началось производство по делу В. П. Кулеш.
В дневнике Михаила Александровича есть запись от 10 мая: «После завтрака был у нас датский вице-консул Рее с секретарем-австрийцем — мы их угостили кофе». 2 июня Михаил Романов и Жонсон посетили датского вице-консула и встречались с его секретарем Шлейфером. Контакт был примечателен тем, что мать Михаила Александровича — Императрица Мария Федоровна — дочь Кристиана, принца Глюксбургского, впоследствии Кристиана IX, короля Дании. Ещё одна встреча со Шлейфером произошла 6 июня.
В конце мая 1918 года на Транссибирской магистрали началось восстание Чехословацкого корпуса, 26 мая была ликвидирована советская власть в Челябинске, 7 июня — в Омске. В России началась полномасштабная гражданская война. Железнодорожное сообщение на восток от Перми было прервано. В городе к началу июня скопилось до десяти тысяч пассажиров, не имеющих возможности следовать далее на восток. Среди них было много бывших военных, часть из которых сочувствовали Белому движению. Всё это вселяло тревогу в советские власти Перми, которые всюду видели угрозу заговоров и антисоветских выступлений.
Исследователи, занимавшиеся реконструкцией пермских событий (середина мая — 13 июня 1918 года) на основании известных на 2010-е годы архивных документов, предположили, что, учитывая дату захвата Челябинска, совещание с вопросом о судьбе Михаила Романова состоялось на даче в Верхней Курье вечером в воскресенье 2 июня, причём участие Малкова в этом совещании было «весьма вероятно».
8 июня 1918 года в Самаре было организовано первое антибольшевистское правительство — Комитет членов Учредительного собрания. Таким образом, к этому моменту:
- существенно осложнились внешняя обстановка — возникла угроза советской власти;
- увеличилось количество контактов и действий Михаила Александровича, которые могли показаться подозрительными;
- у ответственных руководителей пермской власти возник замысел на физическое устранение Михаила Романова[22].

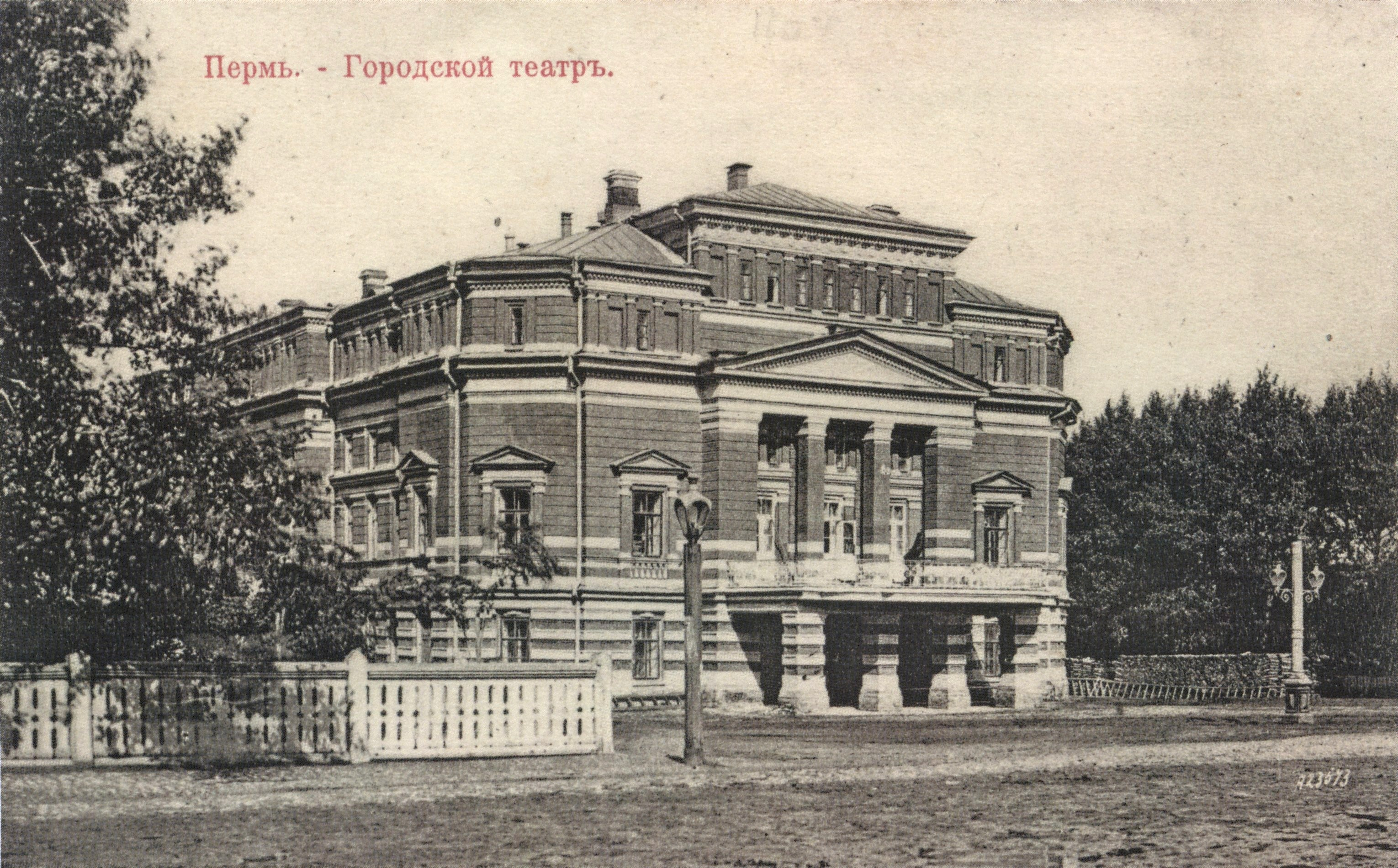
Пермский городской театр. Открытка начала XX века

### Последние дни
Михаил Александрович аккуратно заносил в свой дневник «скудные впечатления праздного человека». Он принимал у себя знакомых и сам ходил в гости, гулял по городу и его окрестностям, катался на лодке, ходил в театр, где всегда занимал левую нижнюю ложу, играл на гитаре и много читал.
Он имел возможность скрыться, но не делал этого, опасаясь навредить своим арестованным родственникам. По воспоминаниям проживавшего в то время в «Королёвских номерах» очевидца, однажды Михаила Александровича спросили, отчего он не предпримет мер к побегу, на что великий князь ответил: «Куда я денусь со своим огромным ростом. Меня немедленно же обнаружат». 7 июня он обратился к властям с просьбой о переезде на Екатерининскую улицу в дом Тупицыных, но ему было отказано.
Никакими сведениями о контрреволюционной деятельности Михаила Александровича местные власти не располагали. Однако его образ жизни раздражал многих — проживание в дорогих номерах с прислугой, загородные поездки на автомобиле (лучшем в городе), встречи с разными людьми — в начале мая 1918 года к мужу на две недели приезжала графиня Брасова, в круг общения Михаила Александровича входили представители духовенства и купечества Перми, бывший жандармский полковник П. Л. Знамеровский и его жена.
Последняя запись в дневнике Михаила Александровича датирована 11 июня, незадолго до этого (6 июня) у него началось обострение давней болезни:

Сегодня боли были послабее и менее продолжительные. Утром читал. Днём я на час прилёг. К чаю пришёл Знамеровский и мой крестник Нагорский (правовед), он кушал с большим аппетитом, ещё бы, после петроградского голода. Потом я писал Наташе в Гатчину. Доктор Шипицин зашёл около 8½. Вечером я читал. Погода была временами солнечная, днём шёл недолго дождь, 13½°, вечером тоже. Около 10 зашёл мой крестник правовед Нагорский проститься, он сегодня же уезжает в Петроград.

## Убийство

### Организаторы и исполнители
По информации, которой располагал Пермский государственный архив социально-политической истории в 2010—2020-х годах, в организации и совершении убийства Михаила Александровича принимали участие — с большей или меньшей степенью участия — 11 человек:
- Дрокин Василий Андреевич (1893—1938) — мотовилихинский рабочий, член РСДРП с 1912 года, заместитель начальника пермской милиции[3].
- Жужгов Николай Васильевич (1879—1941) — мотовилихинский рабочий, член РСДРП c 1902 года, боевик (1905—1907), соратник экспроприатора Лбова, большевик. С мая 1918 года — помощник начальника милиции Мотовилихи[29][2].
- Иванченко Василий Алексеевич (1874—1938) — мотовилихинский рабочий, член РСДРП c 1902 года, в 1906—1907 годах поставлял оружие лбовцам, большевик. С 1918 года — депутат Пермского горсовета, комиссар Перми и начальник пермской милиции[30]. Согласно выводам следствия Генеральной прокуратуры РФ, инициатор убийства Михаила Романова[3].
- Колпащиков Иван Фёдорович (1883—1926) — мотовилихинский рабочий, красногвардеец[30], доброволец мотовилихинской боевой партийной дружины[31].
- Малков Павел Иванович (1892—1956) — большевик, член городского комитета РСДРП(б) Перми. В 1917 году участвовал в создании Красной гвардии, с марта 1918 года — член коллегии, а с августа 1918 года — председатель коллегии Пермской губЧК[32].
- Марков Андрей Васильевич (1885—1965) — мотовилихинский рабочий, член РСДРП с 1906 года, большевик, член Мотовилихинского ревкома и коллегии Пермской губЧК, комиссар по национализации и управлению культурно-просветительными учреждениями Перми[33].
- Мясников Гавриил Ильич (1889—1945) — профессиональный революционер, член ВЦИК, председатель Мотовилихинского районного комитета РСДРП(б), член окружного комитета РСДРП(б), заместитель председателя коллегии Пермской губЧК, член губисполкома[34]. Ряд историков называют именно его инициатором и организатором убийства[1][35].
- Новосёлов Иосиф Георгиевич (1884—1931) — сотрудник милиции Мотовилихи, член РКП(б) с 1918 года[30].
- Плешков Алексей Иванович (? — 1919) — левый эсер, начальник милиции Мотовилихи[34].
- Сорокин Владимир Александрович (1888—?) — председатель Пермского губернского исполнительного комитета, дал устное согласие на осуществление плана убийства[36].
- Трофимов Александр Васильевич (1887—1942) — член коллегии Пермской губЧК, принимал непосредственное участие в разработке плана убийства Михаила Александровича и фальсификации улик по так называемому «Делу о побеге Михаила Романова»[37].

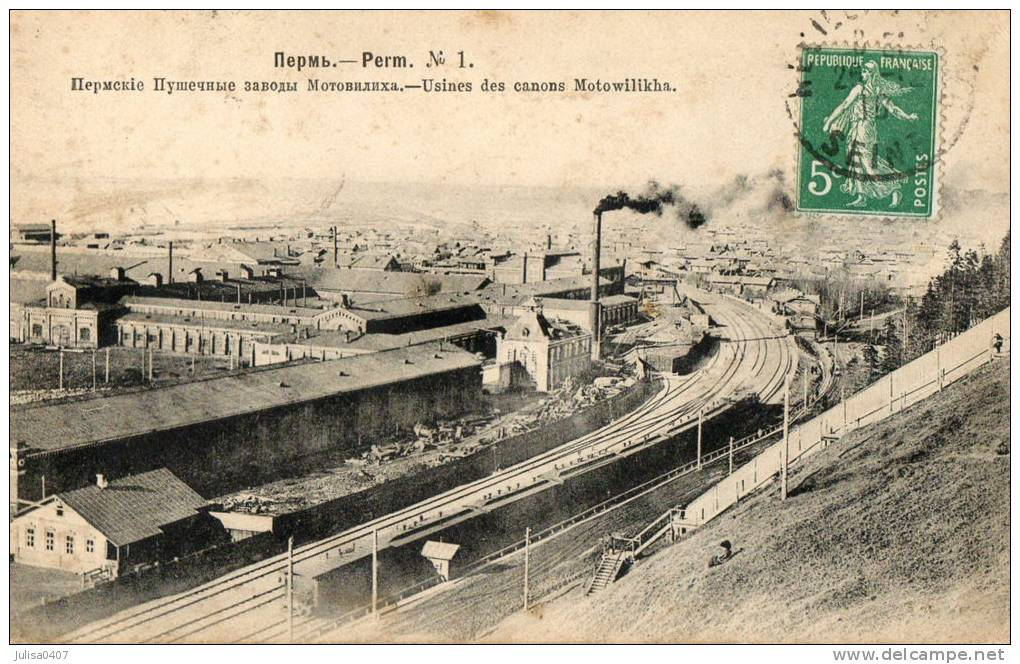
Пушечные заводы в Мотовилихе. Почтовая открытка начала XX века

### Планирование и подготовка
4 июня 1918 года производство по упомянутому выше делу В. П. Кулеш было прекращено. Предполагаемый заговор с целью побега Михаила Романова не подтвердился. Однако, по воспоминаниям Трофимова, дело Кулеш помогло сотрудникам ЧК найти способ устранения Михаила Александровича. Техническое исполнение вопроса, по согласованию с коллегией ЧК, взял на себя Мясников. Для участия в похищении и убийстве были выбраны наиболее доверенные и лучшие из местных большевиков, проверенные подпольной работой, тюрьмой и каторгой, имеющие специальную боевую подготовку.
По воспоминаниям Маркова, сначала Мясников сообщил о своём плане Иванченко. В начале июня к операции был привлечён Марков. В управлении милиции Мотовилихи прошла первая встреча заговорщиков (Мясников, Иванченко, Марков), где было решено привлечь к делу ещё двух человек — Иванченко привлёк Жужгова, а Марков порекомендовал Колпащикова (заведующего кинотеатром «Луч»). Для обсуждения плана операции заговорщики переместились в кинотеатр, где в помещении кинобудки были согласованы детали.
12 июня около 22 часов Жужгов затребовал из заводской конюшни двух лошадей и предупредил дежурного по отделу мотовилихинской милиции Новосёлова, чтобы был на месте. После этого Мясников, Иванченко, Жужгов и Колпащиков на двух фаэтонах выехали в Пермь. Около 23 часов они прибыли в расположение пермской милиции — там было окончательно решено, что похитители явятся в гостиницу и потребуют Михаила Романова срочно проследовать за ними, якобы для перевода в другое место отбывания ссылки. Иванченко, Жужгов и Колпащиков остались в милиции, а Мясников и Марков пошли в находящееся в одном квартале от неё здание ЧК. Там Мясников встретился с исполняющим обязанности председателя ЧК Малковым и председателем Пермского губисполкома Сорокиным. Марков напечатал на машинке мандат, Малков поставил печать и неразборчиво подписал, после чего Мясников и Марков вернулись в здание милиции. Тогда же к операции был привлечён Дрокин, которому Иванченко сообщил о дальнейших действиях группы и проинструктировал его о том, как отвлечь и дезинформировать официальные силы погони — конницы, которую могли использовать и сотрудники милиции, и сотрудники ЧК.

### Совершение преступления
К началу первого часа 13 июня Мясников, Иванченко, Жужгов, Марков и Колпащиков на двух фаэтонах выехали из милиции и спустились по улице к зданию «Королёвских номеров». Марков, Иванченко и Мясников остались у лошадей, Жужгов и Колпащиков зашли в гостиницу. Колпащиков остался на первом этаже возле швейцара, а Жужгов поднялся на третий этаж. В коридоре он встретился с Боруновым и приготовившим Михаилу Александровичу ванну Челышевым, который сказал Жужгову, что Михаил Романов в своём номере, но он болен. На шум в коридоре из его номера вышел Жонсон. Жужгов подал ему мандат, а затем вслед за ушедшим Жонсоном, угрожая револьвером, сам вошёл в номер. На требование Жужгова, одеваться и следовать за ним, Михаил Александрович ответил, что болен и для подтверждения попросил позвать доктора, а так как не знает пришедшего, то попросил пригласить кого-нибудь из ЧК. Челышев хотел позвонить в ЧК, но был остановлен Жужговым, тогда к телефону побежал оставшийся в коридоре Борунов. Колпащиков (возможно, сам Жужгов) выбежал на улицу и сообщил оставшимся о происходящем скандале. На помощь Жужгову Мясников отправил Маркова с Колпащиковым. Вооружённые похитители вынудили Михаила Александровича одеться. Великий князь попросил, чтобы его секретарю было позволено сопровождать его, просьбу удовлетворили.

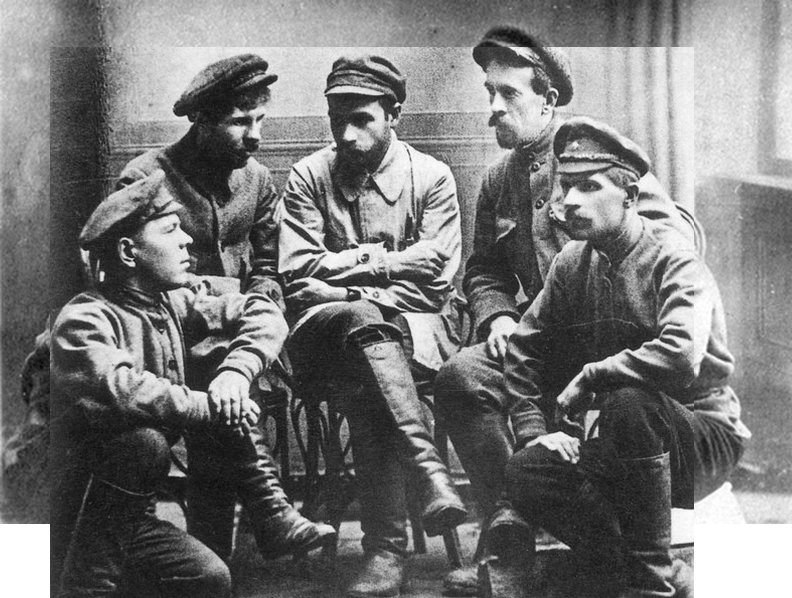
Фотография на память после совершения убийства. Слева направо: А. В. Марков, Н. В. Жужгов, Г. И. Мясников, В. А. Иванченко, И. Ф. Колпащиков

Похищенных вывели на улицу. В один фаэтон с Михаилом Александровичем сел Иванченко, управлял фаэтоном Жужгов. Вторым фаэтоном правил Колпащиков, а рядом с Жонсоном сел Марков. Фаэтоны выехали на Торговую улицу и направились в сторону Мотовилихи. Мясников ушёл в милицию, там он приказал запрячь лошадь и они вдвоем с Дрокиным тоже поехали в Мотовилиху. Телефонное сообщение Борунова об увозе Михаила Романова неизвестными было принято в ЧК, после чего из здания ЧК вышли Сорокин, Малков и Трофимов и направились сначала в милицию. У здания милиции к ним подбежал Челышев и сообщил, что Михаила Александровича и его и секретаря увезли на двух повозках в сторону Мотовилихи. Убедившись, что похищение состоялось, Сорокин, Малков и Трофимов пришли в гостиницу, чтобы неспешными расспросами затянуть время, после чего объявили общую тревогу и розыски, направляя своих сотрудников на вокзалы, пристани, тракты — во все стороны, кроме Мотовилихи.
Мясников с Дрокиным вслед за похитителями прибыли в милицию Мотовилихи. Там Мясников остался, отпустив Дрокина обратно и дав команду похитителям на дальнейшее движение. Следом за фаэтонами выехала третья повозка с Новосёловым, которому Жужгов велел захватить лопаты, и Плешковым. Примерно в семи километрах от Мотовилихи и в километре от керосиновых складов Нобеля процессия свернула с дороги в лес и, удалившись от дороги на 100—120 метров, остановилась. Была дана команда выходить из повозок.
Михаила Александровича и Жонсона вывели из фаэтонов. По воспоминаниям Маркова, первым его выстрелом был убит пулей в висок Жонсон. Одновременно с Марковым стрелял и Колпащиков, но его пистолет дал осечку. Жужгов выстрелил в Михаила Александровича, но лишь ранил его в плечо. Второй выстрел у Жужгова не получился — из-за применения самодельных патронов у него заклинило барабан револьвера. После этого великий князь взял Жужгова за шиворот и повалил под себя, тогда в него выстрелил Плешков. Испугавшись выстрелов, лошадь Иванченко понеслась в лес, он побежал за ней. Раненый Михаил Александрович, по воспоминаниям Маркова, «с растопыренными руками побежал по направлению ко мне, прося проститься с секретарём», но был убит выстрелом в упор.
Вскоре стало светать. Преступники, опасаясь быть обнаруженными, укрыли трупы под слоем хвороста и покинули место убийства. Вернувшись туда на следующую ночь, Жужгов и Новосёлов зарыли трупы неподалёку.
Личные вещи убитых были поделены между участниками убийства. Новосёлов утверждал, что Иванченко получил «золотые шестиугольные часы червонного золота» с надписью на крышке «Михаил Романов», также с убитого были сняты золотое именное кольцо, пальто и штиблеты. Серебряные часы Жонсона достались Маркову.

## Последствия
Материалы расследования, проведённого Пермским Чрезвычайным комитетом, были сфальсифицированы. 13 июня 1918 года были арестованы «по подозрению в организации побега» Михаила Александровича его камердинер Челышев и шофёр Борунов, управляющий гостиницей «Королёвские номера» И. Н. Сапожников и часто посещавший великого князя П. Л. Знамеровский. Постановление об аресте подписали заведующий отделом ЧК по борьбе с контрреволюцией А. В. Трофимов и следователь П. Ф. Меньшиков.
Арестованные были допрошены: 14 июня — Сапожников и Челышев; 15 июня — швейцар и прислуга гостиницы «Королёвские номера», Вера Знамеровская, Серафима Лебедева, а также служанка семейства Тупицыных, которых часто посещал Михаил Александрович; 18 июня — С. В. Тупицын и П. Л. Знамеровский.
Фальсификация данных расследования в дальнейшем послужила основанием для репрессий в отношении членов Российского императорского Дома и лиц из их окружения на Урале. Так, в центральные органы власти, в том числе Дзержинскому, из Екатеринбурга была послана телеграмма: «После побега Михаила Романова [в] Алапаевске нашим распоряжением [в] отношении всех содержащихся лиц романовского дома введён тюремный режим. Председатель областного Совета Белобородов».
За «участие в организации побега» Михаила Романова и его секретаря, без суда как «организаторы и пособники побега» были взяты в качестве заложников, а затем по постановлению Пермской губЧК от 9 октября 1918 года расстреляны:
1. Знамеровский Пётр Людвигович (1872—1918) — бывший жандармский полковник.
2. Знамеровская Вера Михайловна (1886—1918) — жена Знамеровского.
3. Лебедева Серафима Сёменовна (1882—1918) — служащая Петроградской центральной электрической станции, знакомая Знамеровской, сопровождавшая её во второй поездке в Пермь.
4. Борунов Петр Яковлевич (?—1918) — шофёр Михаила Александровича.
5. Челышев Василий Федорович (1884—1918) — камердинер Михаила Александровича.
6. Смирнов Сергей Николаевич (?—1918) — секретарь и управляющий делами княгини Елены Петровны, дочери короля Сербии Петра I.
7. Мальцев (Андрей Егорович[51]) (?—1918).

После побега бывшего великого князя Михаила Романова контрразведкой Пермской губернской Чрезвычайной Комиссии были разосланы агенты по всем направлениям для задержания Михаила Романова. 12 сентября в [10] верстах от Чусовского завода, по Па[шийскому] тракту, одним из посланных агентов было обращено внимание на двух проходящих по направлению к Пашийскому заводу лиц, которые держали себя довольно подозрительно. Один из них, высокого роста, с русой бородой «буланже», особенно обратил на себя внимание. Агент потребовал от этих лиц предъявления документов. Последние показались ему сомнительными, а потому вышеуказанные лица были задержаны и препровождены в Пермскую губернскую Чрезвычайную Комиссию для выяснения личности.

После ряда сбивчивых показаний при допросе, а также ненормальности лица (по наблюдению, лица у них были загримированы), им предложено было назвать свои фамилии и снять свой грим… После снятия грима нами были опознаны в них бывший великий князь Михаил Романов и его секретарь Джонсон, каковые тотчас были заключены под сильную охрану.

По делу побега ведется в спешном порядке следствие, результаты допроса будут опубликованы.
Заштампованный текст пермских газет от 18 сентября 1918 года, прочитанный в лабораторных условиях

### Кампания по дезинформации
Некоторые историки полагают, что убийство Михаила Александровича положило начало многоходовой операции ЧК, включающей в себя различные элементы, в том числе и кампанию по дезинформации для сокрытия истинных обстоятельств произошедшего и обоснования необходимости ликвидации прочих Романовых. По сценарию похитителей, необходимо было представить исчезновение князя как побег, организованный его сторонниками-монархистами.
Хотя представителям чекистского и милицейского руководства города были известны детали произошедшего, на следующий после похищения день Пермский Чрезвычайный комитет послал телеграмму одновременно в Москву, Петроград и Екатеринбург: «Москва. Совнарком. Чрезком. Петроградская коммуна. Зиновьеву. Копия: Екатеринбург. Облсовдеп. Чрезком. Сегодня ночью неизвестными [в] солдатской форме похищены Михаил Романов и Джонсон. Розыски пока не дали результатов, приняты самые энергичные меры. Пермский округ. Чрезком», а 15 июня 1918 года уральские газеты опубликовали следующую заметку:
Похищение Михаила РомановаВ ночь с 12 на 13 июня в начале первого часа по новому времени в Королевские номера, где проживал Михаил Романов, явилось трое неизвестных в солдатской форме, вооружённых. Они прошли в помещение, занимаемое Романовым, и предъявили ему какой-то ордер на арест, который был прочитан только секретарём Романова Джонсоном. После этого Романову было предложено отправиться с пришедшими. Его и Джонсона силой увели, посадили в закрытый фаэтон и увезли по Торговой улице по направлению к Обвинской.

Вызванные по телефону члены Чрезвычайного Комитета прибыли в номера через несколько минут после похищения. Немедленно было отдано распоряжение о задержании Романова, по всем трактам были разосланы конные отряды милиции, но никаких следов обнаружить не удалось. Обыск в помещениях Романова, Джонсона и двух слуг не дал никаких результатов. О похищении немедленно было сообщено в Совет Народных Комиссаров, в Петроградскую коммуну и в Уральский областной Совет. Проводятся энергичные розыски.
Исчезновение Михаила Александровича дало не учтённый организаторами побочный эффект — великий князь стал одним из символов антибольшевистского сопротивления. С момента опубликования официальной информации о его «исчезновении» то тут, то там стали появляться сообщения, что Михаила Александровича встречали в разных городах Сибири и Дальнего Востока, что им «…издан манифест к народу с призывом к свержению Советской власти и обещанием созвать Земские соборы…», что это он возглавляет антисоветские выступления в Сибири и тому подобное. Возможно, чтобы сбить эту волну слухов, чекистами была задумана информационная кампания по «обнаружению» великого князя. Так, в «Известиях Пермского уездного исполкома Совета крестьянских и рабочих депутатов» от 18 сентября 1918 года должно было появиться сообщение Пермской ЧК о задержании «сбежавшего» Михаила Романова с историей его «поимки». Впрочем, в последний момент информацию предпочли снять, возможно, ввиду полнейшей её абсурдности, забив уже набранный материал чёрной краской. В других губернских и уездных газетах подобные сообщения также были сняты — на их месте появились белые квадраты. Однако всё же произошло несогласованное развитие этой истории — 20 сентября 1918 года по прямому проводу из Москвы в Киев, который в тот момент был столицей признаваемого большевиками независимого государства, была отправлена телеграмма РОСТА следующего содержания: «Пермь, 18 сентября. В 10 верстах от Чусовского завода агентом Пермского губчрезкома задержаны Михаил Романов и его секретарь. Они препровождены в Пермь».
Отсутствие официальных подтверждений о казни (в отличие от брата), а также то, что место захоронения не установлено, породило слухи об иной, не столь трагичной, судьбе Михаила Романова. В частности, существует версия, отождествляющая Михаила Александровича с епископом Истинно-Православной церкви Серафимом (Поздеевым).

### Раскрытие истинной картины происшедшего
Версия советских властей о том, что Михаил Александрович был похищен неизвестными и пропал без вести, оставалась в силе до конца 1923 года, когда была издана работа С. П. Мельгунова «Красный террор в России», в которой историк прямо указал на Мясникова как на убийцу великого князя. Выдал себя и провалил всю кампанию по дезинформации сам же Мясников, который в 1921 году, уже находясь в партийной оппозиции, издал брошюру своей полемики с Лениным. В ней он неосторожно написал такое: «…Если я хожу на воле, то потому, что я коммунист пятнадцать лет… и ко всему этому меня знает рабочая масса, а если бы этого не было, а был бы я просто слесарь-коммунист… то где бы я был? В Чека или больше того: меня бы „бежали“, как некогда я бежал Михаила Романова, как „бежали“ Розу Люксембург, Либкнехта». Брошюра появилась на Западе. На неё случайно наткнулся Мельгунов, собирая материалы для своего труда «Красный террор в России». Так во всём мире стало известно, какова была настоящая участь Михаила Александровича.

### Воспоминания участников убийства
В различные годы в разных местах и по различным поводам участники убийства оставили о нём свои воспоминания, сохранившиеся в архивах. Исследователь М. И. Давидов отметил, что так как часть воспоминаний писалась по заданию большевистского руководства, участники похищения и убийства должны были указывать в них правдивые сведения. Отличаясь в некоторых деталях, а также в том, кому принадлежала главная роль в убийстве, эти воспоминания в целом дают одну и ту же картину.
В 1924 году записали свои воспоминания: Марков (15 февраля), Иванченко (13 апреля), Жужгов и Колпащиков.
Новосёлов 3 августа 1928 года направил в газету «Правда» письмо. В нём он возмутился тем, что Марков «присвоил» себе «славу» главного убийцы Михаила Романова, и заявил, что именно он, Новосёлов, совместно с Жужговым убил Михаила Романова. В воспоминаниях 10 октября 1928 года Новосёлов утверждал, что к месту убийства в третьей повозке он ехал один; на месте убийства раненый Михаил Романов, «схватив Жужгова в охапку», повалил его на землю и стал бороться с ним, но он, Новосёлов, выстрелом в висок убил его; Жонсона убили Марков, Иванченко и Жужгов. В следующих двух его воспоминаниях (октябрь и 31 октября 1928 года) Плешков отмечен как участник убийства, а также описан делёж вещей убитых. По воспоминаниям Новосёлова, на следующий день он вместе с Жужговым хоронил трупы в только им известном месте, над которым он вырезал перочинным ножом «В.К.М.Р.» на стволе сосны.
Трофимов оставил написанные в 1930-х годах незаконченные воспоминания, обнаруженные в ПермГАНИ значительно позже воспоминаний других участников.

…Часто перед нами [в]ставал вопрос — почему бы его не истребить, ведь он при нашем поражении будет царём… Но наши желания всегда наталкивались на то, как это сделать так, чтобы в этом не фигурировала ЧК, чтобы и тени участия ЧК в этом ни у кого не было.

В конце мая м-ца к нам был командирован Мясников. Разговорились и ему сказали о наших мыслях. Мясников заявил, что он найдёт для этого дела людей. В это приблизительно время нами была арестована одна дама, именующая себя «урождённой Голицыной», графиней, которая якобы была у Михаила и что, по её сведениям, тут подготовляется побег. Это нам помогло построить свой план истребления. План сводился к следующему: Михаила крадут, мы, ЧК, усиленно его разыскиваем, арестуем всех, кого посещал Михаил, и кто к нему ходил, за пособничество к побегу передаем их суду. В случае какой-нибудь неудачи Мясников берёт всю вину на себя. Технически план разработал Мясников. В ЧК изготовили мандат, подписали Малков и я, что такому-то ЧК разрешает с отрядом перевезти куда-то Михаила.
Помимо того, что Трофимов участвовал в разработке плана похищения и убийства, его задачей было прибыть из ЧК в «Королёвские номера» сразу же после сообщения кого-либо из окружения великого князя о похищении и создать там видимость организации поиска — не спеша собрать информацию о «похитителях», чтобы затянуть время, дать возможность группе произвести расстрел и вернуться в город до официального объявления об исчезновении Михаила Романова. Всё это Трофимовым было исполнено.
Мясников в своих воспоминаниях, написанных в начале 1930-х годов, рассказал о размышлениях, связанных с убийством великого князя:

Но что же я буду делать с этими двенадцатью, что охраняют Михаила? Ничего не буду делать. Михаил бежал. ЧК их арестует и за содействие побегу расстреляет. Значит, я провоцирую ЧК на расстрел их?
А что же иначе? Иного выхода нет. Выходит так, что не Михаила одного убиваю, а Михаила, Джонсона, 12 апостолов и двух женщин — какие-то княжны или графини, и, несомненно, жандармский полковник Знамеровский. Выходит ведь 17 человек. Многовато. Но иначе не выйдет. Только так может выйти…
Собирался убить одного, а потом двух, а теперь готов убить семнадцать!

Да, готов. Или 17, или реки рабоче-крестьянской крови… Революция это не бал, не развлечение. Думаю, даже больше, что если всё сойдет гладко, то это послужит сигналом к уничтожению всех Романовых, которые ещё живы и находятся в руках Советской власти.— Мясников Г. И. Философия убийства, или Почему и как я убил Михаила Романова.
Малков в автобиографии, написанной в 1954 году, отметил:

В марте 1918 года Пермским губкомом и губисполкомом я был назначен для организации губернской Чрезвычайной комиссии. Работая в должности Председателя коллегии, я по поручению Пермского городского комитета партии большевиков вместе с товарищами Марковым А. В. и Трофимовым А. В. был организатором похищения из номеров гостиницы Михаила Романова (брата Николая II) и его расстрела.

## Роль центральных властей
Исследователи обращают внимание на то, что силы, управлявшие Россией после Февральской революции, смотрели на него как на реального претендента на российский престол в случае реставрации монархии, как на потенциального конкурента на власть в стране. Именно поэтому Михаил Александрович подвергался арестам и в дни корниловского выступления, и в дни Октябрьского восстания. Очевидно, что по этим же причинам Михаила Александровича было решено выслать в Пермь в марте 1918 года, и это же желание избавиться от политического конкурента в конечном итоге и привело к его похищению и убийству.
Ричард Пайпс писал, правда, без ссылок на источники, что по имеющимся свидетельствам, вскоре после начала восстания Чехословацкого корпуса Ленин отдал распоряжение ВЧК о подготовке операции по ликвидации всех находившихся в Пермской губернии Романовых под предлогом их якобы «попыток к бегству». ВЧК разработала планы провокаций для трёх городов, где в то время находились в заключении или проживали под надзором властей Романовы, — для Перми, Екатеринбурга и Алапаевска.
В российской историографии вопрос о причастности центральных советских властей к произошедшему остаётся открытым. Историк С. П. Мельгунов в своей работе, касаясь пермского убийства, писал, что хотя произошедшее для него несомненно является плодом чекистской спецоперации, однако «все взаимоотношения организаторов убийства с центром пока ещё остаются по меньшей мере тайной» и вполне вероятно, что убийство Михаила явилось инициативой местных пермских коммунистов.
В постсоветское время Г. З. Иоффе писал о «появлявшихся в последнее время утверждениях», что команда на убийство Михаила Романова поступила в Пермь от Я. М. Свердлова через А. Г. Белобородова, но утверждения эти, отмечал историк, ничем не обоснованы. Сразу же после первых сообщений об «исчезновении» Михаила Романова центральные власти из Москвы и уральские власти из Екатеринбурга запрашивали Пермь о произошедшем. Иоффе считал, что, по всей видимости, на запросы начальства были даны исчерпывающие ответы — однако никто не понёс наказания за убийство.
Биограф Михаила Александровича В. М. Хрусталёв выразил уверенность, что убийство было совершено по заранее составленному общему плану, по которому на Урале были вначале собраны все Романовы, а затем все они были уничтожены. Хрусталёв вполне допускал, что этот план, начавшийся с перемещения в Пермь Михаила Александровича, был разработан высшим политическим руководством Советской России. Он не сомневался, что высшее руководство в лице Я. М. Свердлова было поставлено в известность о всех деталях уже совершённой акции от самих её исполнителей и её проведение одобрило. Однако до 2010—2020-х годов никаких документальных подтверждений этой версии не найдено.

## Канонизация, реабилитация, поиски тел
В конце октября (по старому стилю) 1981 года Михаил Александрович был причислен к лику мучеников Русской православной церковью заграницей, открыв своим именем скорбный синодик членов Дома Романовых, «безбожной властью убиенных» в 1918—1919 годах.
Имевшую хождение версию о том, что тела Михаила Александровича и его секретаря были сожжены в плавильных печах Мотовилихинского завода, пермский краевед Н. Зенкова посчитала несостоятельной. В начале 1990-х годов следователь-криминалист СКР Владимир Соловьёв проводил поиски с небольшими раскопками в районе бывшей деревни Архиерейки. С 2000-х годов в поисках участвовали члены екатеринбургского поискового клуба «Горный щит». При их участии проверялась, в частности, версия о том, что Михаил Романов был убит и захоронен во дворе дома Жужгова. Однако наиболее распространённая версия о месте убийства основана на воспоминаниях самих участников.
В 2009 году Михаил Александрович и лица его окружения были реабилитированы решением Генеральной прокуратуры РФ. После этого в Пермь прибыли сотрудники Генеральной прокуратуры для поиска захоронения Михаила Александровича и его секретаря. Исследовались два наиболее вероятных места для захоронения — в районе бывших керосиновых складов Нобеля (в долине речки Язовой) и в районе Архиерейки. Использовалась специальная аппаратура, но положительных результатов поиски не дали.
В 2012 году в долине речки Язовой, у подножия холма, который называют Красной горкой, проводил исследования с использованием геофизических методов поиска захоронений бывший эксперт Генпрокуратуры РФ Владимир Константинов. Вместе с ним там же работала поисковая экспедиция, которую возглавлял американец Пётр Сарандинаки. Экспедиция продолжила поиски и в последующие годы. С 2015 года эти работы проводились под надзором и при участии известного в Перми следователя-криминалиста, полковника Андрея Безматерных. Группой Сардинаки была обнаружена старая брусчатка, которая, возможно, была единственной в этих местах и по ней, вероятнее всего, везли Михаила Александровича и его секретаря.
М. И. Давидов писал, что найти останки Михаила Романова и его секретаря до сих пор не удалось потому, что задачей похитителей было не только убийство Михаила Александровича, но и надёжное сокрытие его останков с целью не допустить поклонения «святым мощам» и месту погребения. Давидов предположил, что похищение и убийство осуществляла одна группа (Жужгов, Марков, Иванченко, Колпащиков, Плешков), которую мог контролировать Мясников, а захоронение — другая. Из последней известен Жужгов и, вероятно, Новосёлов, причём роль Жужгова, возможно, ограничивалась только указанием места, где были оставлены трупы. Возможно, что у участников захоронения был свой, неизвестный пока руководитель. Предполагая правдивость показаний в партийных инстанциях как участников убийства, так и участников захоронения, Давидов советовал продолжать поиски в архивах. Пока же считается, что трупы не были увезены далеко от места убийства, а были закопаны поблизости на глубине до шести метров под сосной, на стволе которой один из участников захоронения якобы выцарапал «ВКМР».
Поставить окончательную точку в расследовании обстоятельств убийства Михаила Александровича и Джонсона и обнаружения их останков мешает то обстоятельство, что историки и исследователи до сих пор не имеют возможности полностью изучить архивные материалы, касающиеся гибели представителей дома Романовых, содержащиеся в спецхранах ФСБ как центрального, так и областного уровня. За время, прошедшее с падения советской власти, учёным удалось получить доступ только к материалам сфабрикованного пермской ЧК дела «о похищении» Михаила Александровича и Джонсона.
В. М. Хрусталёв писал в 2013 году, что чья-то опытная рука целенаправленно «вычистила» архивы ЦК РКП(б), коллегии ВЧК, Уральского облисполкома и Екатеринбургской ЧК за лето и осень 1918 года. Нет никаких сведений, что исчезнувшие документы попали в руки белых или немецко-фашистских оккупантов во время Великой Отечественной войны. Просматривая разрозненные повестки заседаний ВЧК, доступные историкам, Хрусталёв пришёл к выводу, что были изъяты документы, в которых упоминались имена представителей династии Романовых. Архивист писал, что эти документы не могли уничтожить, их, вероятно, перевели на хранение в Центральный партийный архив или «спецхраны». Фонды этих архивов на момент написания историком своей книги не были доступны исследователям.

Мемориальная доска на здании бывшей гостиницы «Королёвские номера»

## Память
В 1992 году на здании бывшей гостиницы «Королёвские номера» профессор из Вашингтона В. Г. Краснов установил на свои средства мемориальную доску, но через год она была разбита. В 1998 году установлена новая мемориальная доска, дополненная барельефом великого князя. В 2018 году была установлена мемориальная доска Н. Н. Жонсону. По сложившейся традиции цветы к мемориальным доскам возлагаются несколько раз в год: 12 июня, в день гибели Михаила Романова и Николая Жонсона, 21 марта и 4 декабря, в дни их рождения, а также 19 сентября.
В 1996 году пермский скульптор Рудольф Веденеев на личные средства установил памятный деревянный крест на месте предполагаемого убийства, на так называемых «Тараканьих горках». Несколько ближе к Мотовилихе, тоже недалеко от бывшего Соликамского тракта, в 1998 году было начато строительство часовни Св. Михаила Тверского — небесного покровителя Михаила Романова. В 2005 году по инициативе Пермского отделения Всероссийского общества охраны памятников истории и культуры был организован сбор пожертвований на продолжение строительства часовни, 12 июня 2006 года в ней была отслужена первая панихида по Михаилу Романову. В 2007 году к часовне прошёл первый крестный ход, традиционное место начала — Свято-Троицкий Стефанов монастырь.
Прошло пять научно-практических конференций в рамках «Романовских дней» в Перми, по итогам которых было выпущено пять брошюр «Уральская Голгофа». С 2019 года стали проводиться научно-образовательные «Романовские чтения». Пермская гимназия имени Сергея Дягилева создала интернет сайт «Виртуальный музей Михаила Романова в Перми».
12 июня 2022 года в Перми в сквере имени Ф. М. Решетникова, недалеко от бывшей гостиницы «Королёвские номера», был открыт бюст Михаила Романова. Автор бюста — пермский скульптор Алексей Матвеев.

### Мемуары и документы
- Марков А. В. Философия убийства. Воспоминания товарища Маркова. ГА РФ, ф.539, оп. 5, д.1552, л. 49-50 об., 51 Подлинник. Сайт «Библиотека современника» (15 февраля 1924). Дата обращения: 28 декабря 2012.
- Мясников Г. И. Философия убийства, или Почему и как я убил Михаила Романова / публ. Б. И. Беленкина и В. К. Виноградова // Минувшее : Ист. альм. — [Вып.] 18. — М. : Atheneum ; СПб. : Феникс, 1995. — С. 7-191 — В прил.: Мясников Г. И. Из автобиографии Мясникова: с. 137—152.
- Скорбный путь Михаила Романова: от престола до Голгофы. Документы, материалы следствия, дневники, воспоминания / Составители: Хрусталёв В. М., Лыкова Л. А. — Пермь: Пушка, 1996. — 248 с. — 10 000 экз.